# Palm Centro
Palm Centro — смартфон компании Palm, Inc., выпуск которого начался 14 октября 2007 года. Имел функциональность более крупного Treo 755p.
По состоянию на август 2008 года Palm Centro был вторым по величине интернет-трафика американским смартфоном, на долю которого приходилось 78 % трафика на устройствах Palm, к февраля 2009 года упал до четвёртого места в США, в то же время увеличив свою долю трафика Palm до 86 %.
Centro являлся одним из последних устройств, выпущенных с операционной системой Palm OS, заменённой на webOS от Palm, которая дебютировала на Palm Pre в июне 2009 года.
Смартфон предлагался компаниями Sprint, AT&T, Verizon, Claro, Telstra, Rogers Wireless и Bell Mobility. Unlocked GSM версия Centro для использования во всех телефонных сетях GSM 850/900/1800/1900 МГц была выпущена 25 июня 2008 года.

## Технические характеристики
При весе 119 граммов и размерах 107 × 54 × 18,5 мм, Centro был самым маленьким смартфоном, предлагаемым компанией Palm. Он включал в себя 1,3-мегапиксельную цифровую камеру с возможностью видеозахвата, слот для карт памяти MicroSD (поддерживал карты microSD до 8 ГБ), ввод данных с помощью сенсорного экрана и клавиатуры QWERTY. Телефон доступен либо с технологией CDMA, поддерживающей EVDO Rev 0 для доступа к сети, либо GSM. Аккумулятор был рассчитан на 3,5 часа непрерывного разговора. Телефон также предлагал подключение к интернету с помощью ноутбука или настольного компьютера.
В комплекте с телефоном имелось зарядное устройство и USB-кабель для передачи данных.
Впоследствии Palm увеличил доступную для пользователей память до 128 МБ. Обновлённые модели были доступны только абонентам сети Sprint.
Palm Centro также поддерживал (Java) MIDP 2.0, хотя Palm и прекратила его распространение из-за лицензирования.
Код SKU Palm Centro — PTR690HK, который совместим с продуктами семейства Trеo смартфонов Palm. SKU модели для сети Verizon Wireless — CENTRO690P.

## Операционная система
Centro работал на операционной системе Palm OS 5.4.9, благодаря обратной совместимости этой операционной системы многие приложения, выпущенные для предыдущих мобильных устройств Palm, работали с Centro. Модель была оптимизирована для работы со многими популярными приложениями и службами.

## Операторы

### Sprint
Sprint первоначально предлагал абонентам Centro трёх цветов: красного, чёрного и розового. В октябре 2008 года были предложены два новых цвета: Olive Green и Vibrant Rose. Версия II имела удвоенное пространство для хранения данных, доступное пользователю, в отличие от предыдущей модели, а также имеет прорезиненное мягкое на ощупь покрытие.

### AT & T
Версия от AT & T была доступна также в трёх цветах: чёрный, белый и electric blue. Смартфон использовал сотовую сеть стандарта GSM и имел некоторые отличия от CDMA-версии Sprint. Устройство на базе GSM работало в четырёх диапазонах (850/900/1800/1900 МГц) и поддерживало протоколы передачи данных GPRS и EDGE. Хотя версии Sprint и Verizon от Centro поддерживают 3G (EV-DO), версия AT & T с этой технологией не работала. Клиенты AT & T с четырёхдиапазонными устройствами, такими как Centro, могли звонить в более чем 195 странах и получать данные более чем в 140 странах.
PC Magazine писал, что Centro от AT & T жертвует высокоскоростным доступом к данным по сравнению с версией от Sprint, зато предлагает пользователям больше времени автономной работы. По мнению журнала, не смотря на недостатки Centro, низкая цена делала его хорошим первым смартфоном. Centro от AT & T также предлагал услугу Push-To-Talk Walkie-talkie, недоступную на CDMA-устройствах.

### Verizon
Verizon предлагал Centro только одного цвета, тёмно-синего. Компания выпустила смартфон 12 июня 2008 года за 99 долларов США с двухлетним контрактом и скидкой в размере 70 долларов США. Эта версия работала в сети 1xRTT / 1xEV-DO (Rev.0) 3G.

### Claro
Claro Americas представила модель на бразильском рынке в начале 2008 года, при этом Centro стоил дороже старой модели Treo 680 Palm (по состоянию на июнь 2008 года).

### Telstra
Telstra Australia предлагала Centro только через PrePaid. Good Gear Guide писал: «Первый смартфон с полной клавиатурой QWERTY будет продаваться в Австралии по предоплате». Устройство предлагалось только белого цвета, но в отличие от зелёной цифровой клавиатуры Centro от AT & T, версия Telstra имела серую цифровую клавиатуру.

### Rogers Wireless
Rogers Wireless (Канада) предлагала Palm Centro цвета cobalt blue по цене 299,99 долларов США за новые активации с любой трёхлетней активацией голосовой связи и передачи данных с минимальной ежемесячной абонентской платой в размере 45 долларов или 199,99 долларов при любом трёхлетнем продлении срока действия голосовой связи и передачи данных.

### Bell Mobility
Bell Mobility 2 февраля 2009 года выпустили версию CDMA Palm Centro за $ 49,95 с новой активацией на 3 года $ 45 + голос и пакет данных.